# Кирхардт
Кирхардт (нем. Kirchardt) — община в Германии, в земле Баден-Вюртемберг. 
Подчиняется административному округу Штутгарт. Входит в состав района Хайльбронн.  Население составляет 5407 человек (на 31 декабря 2010 года). Занимает площадь 21,50 км².
Коммуна подразделяется на 3 сельских округа.

## Фотографии

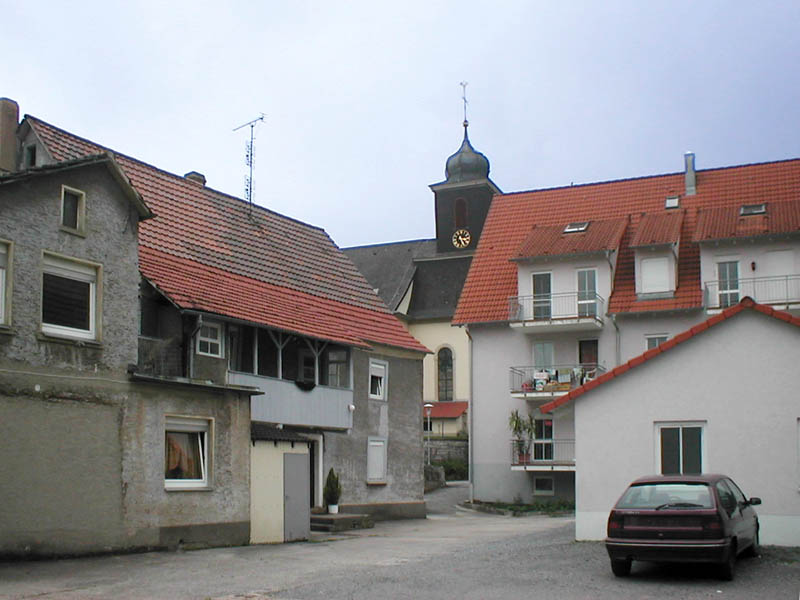
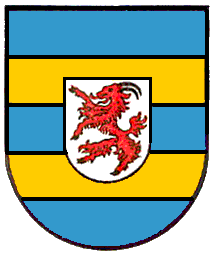
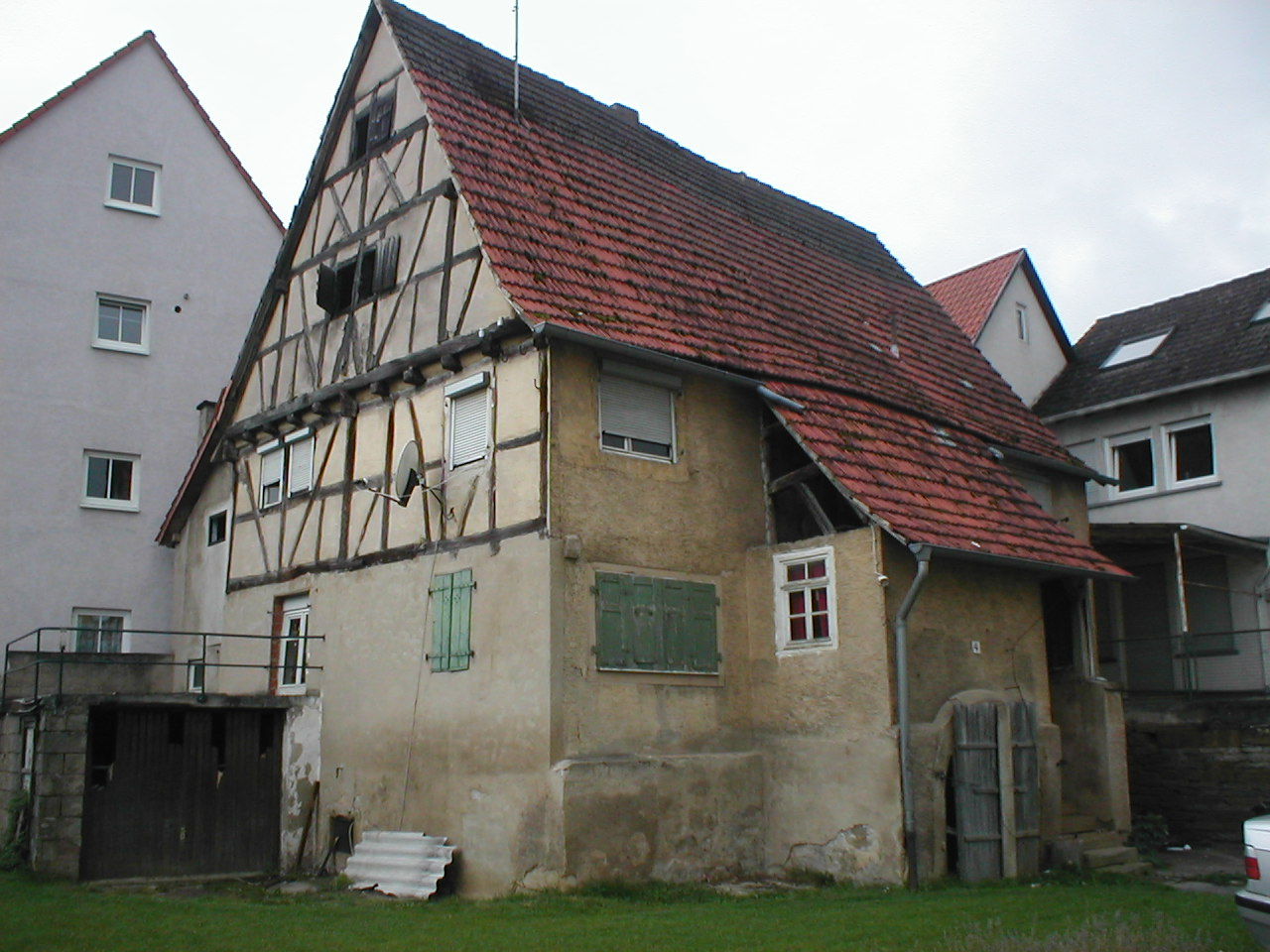
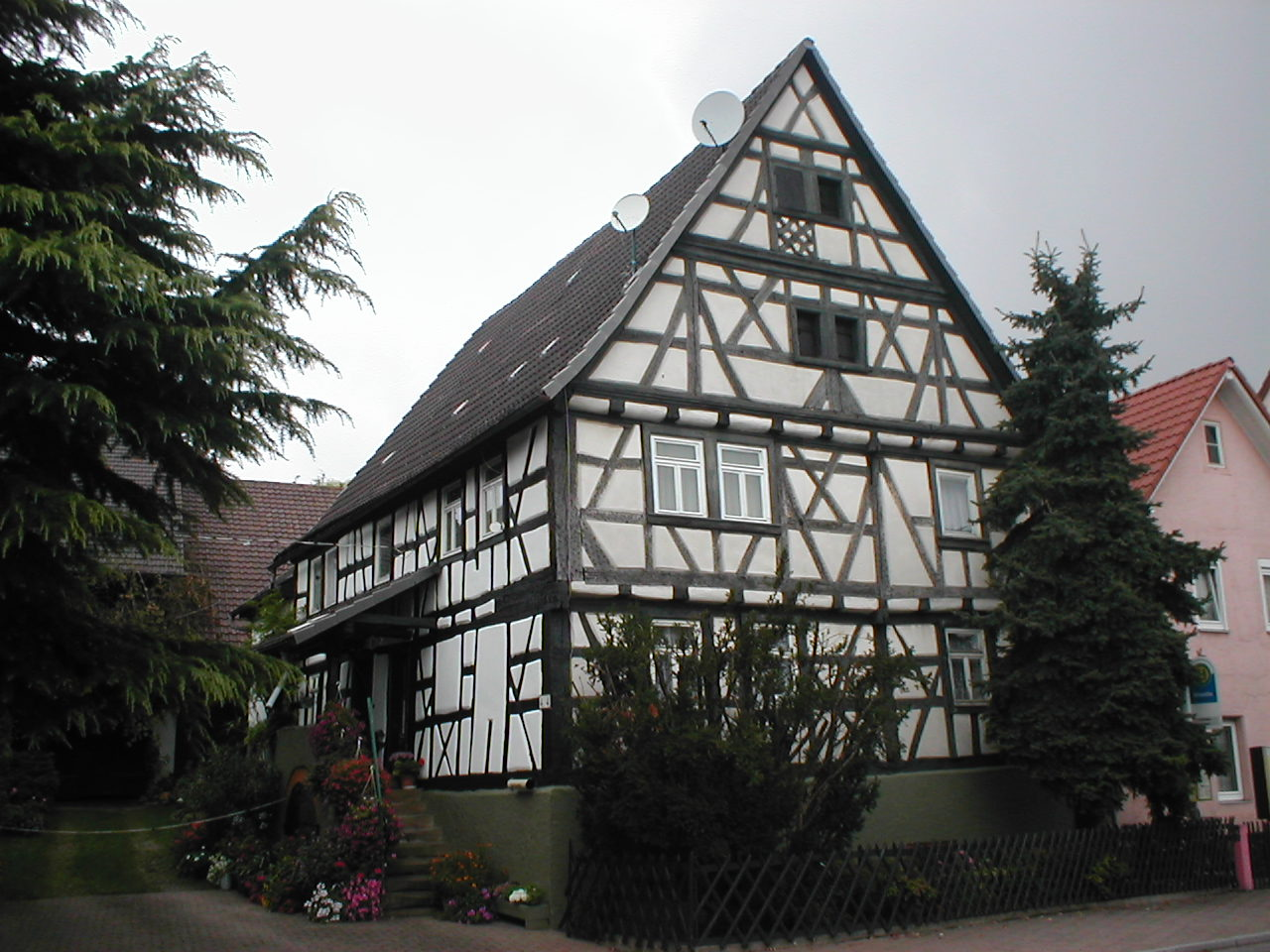
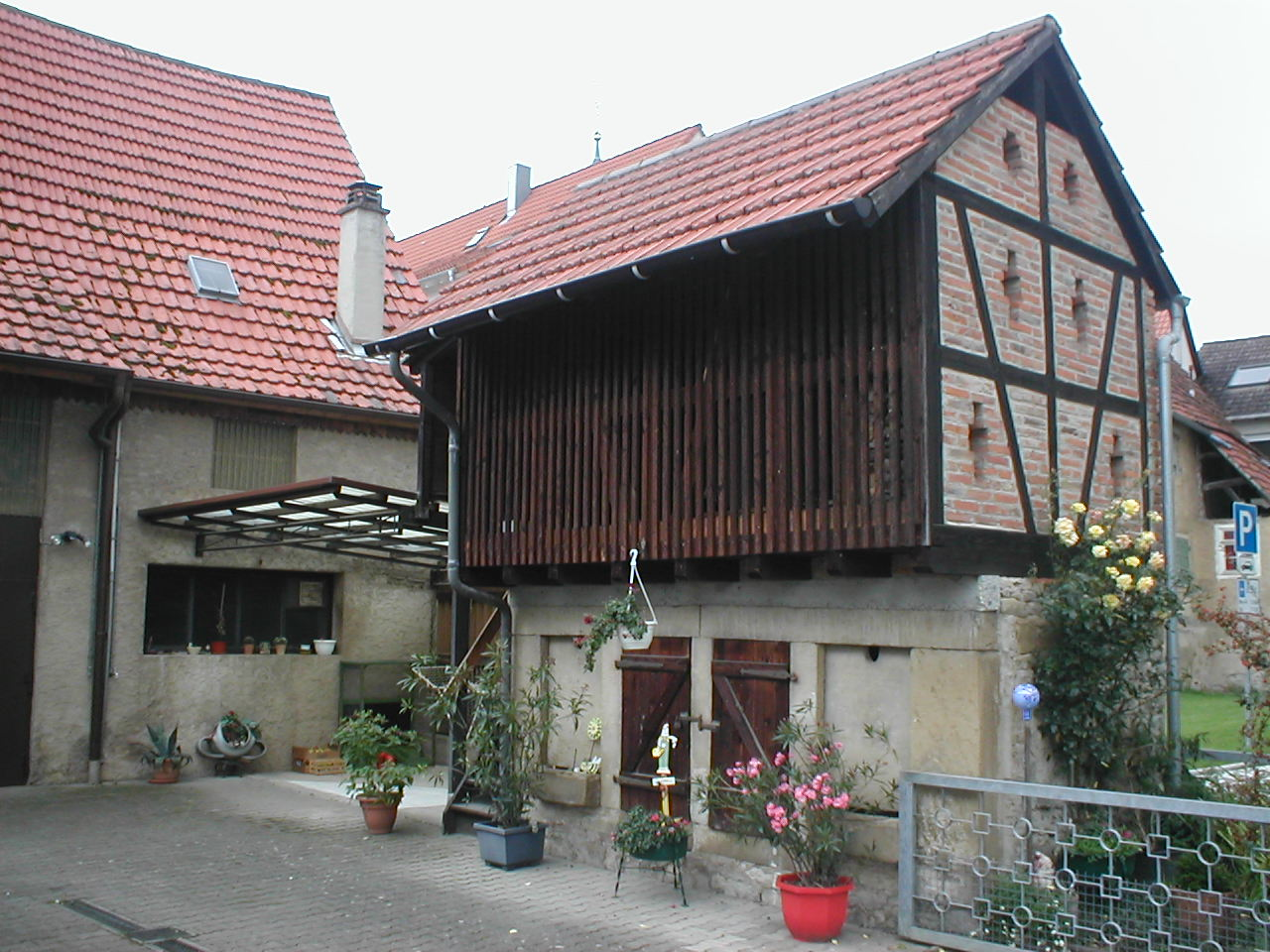
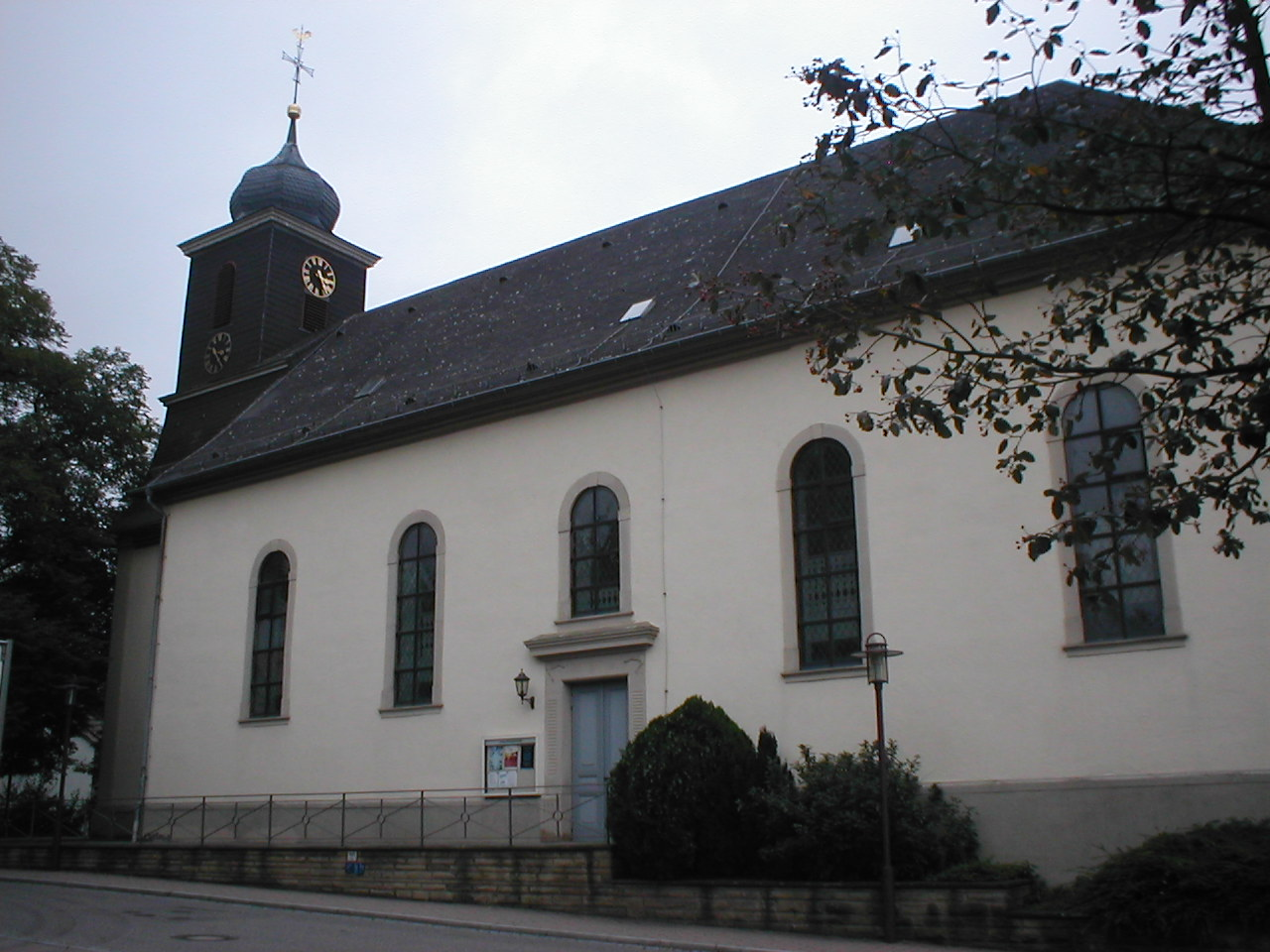
Церковь
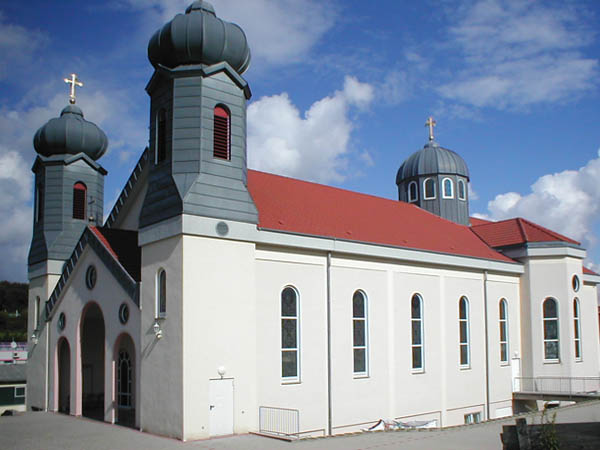
Церковь
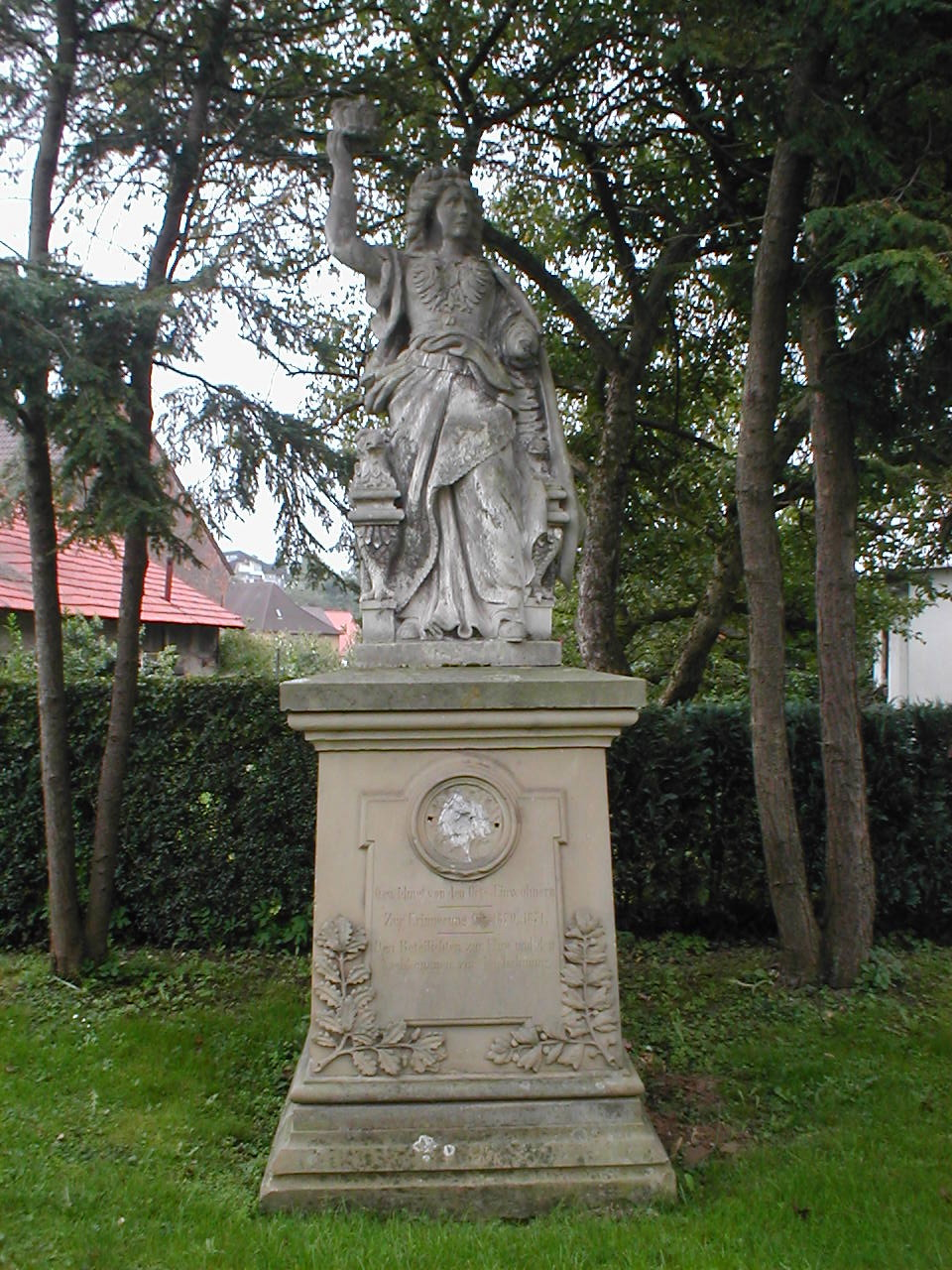
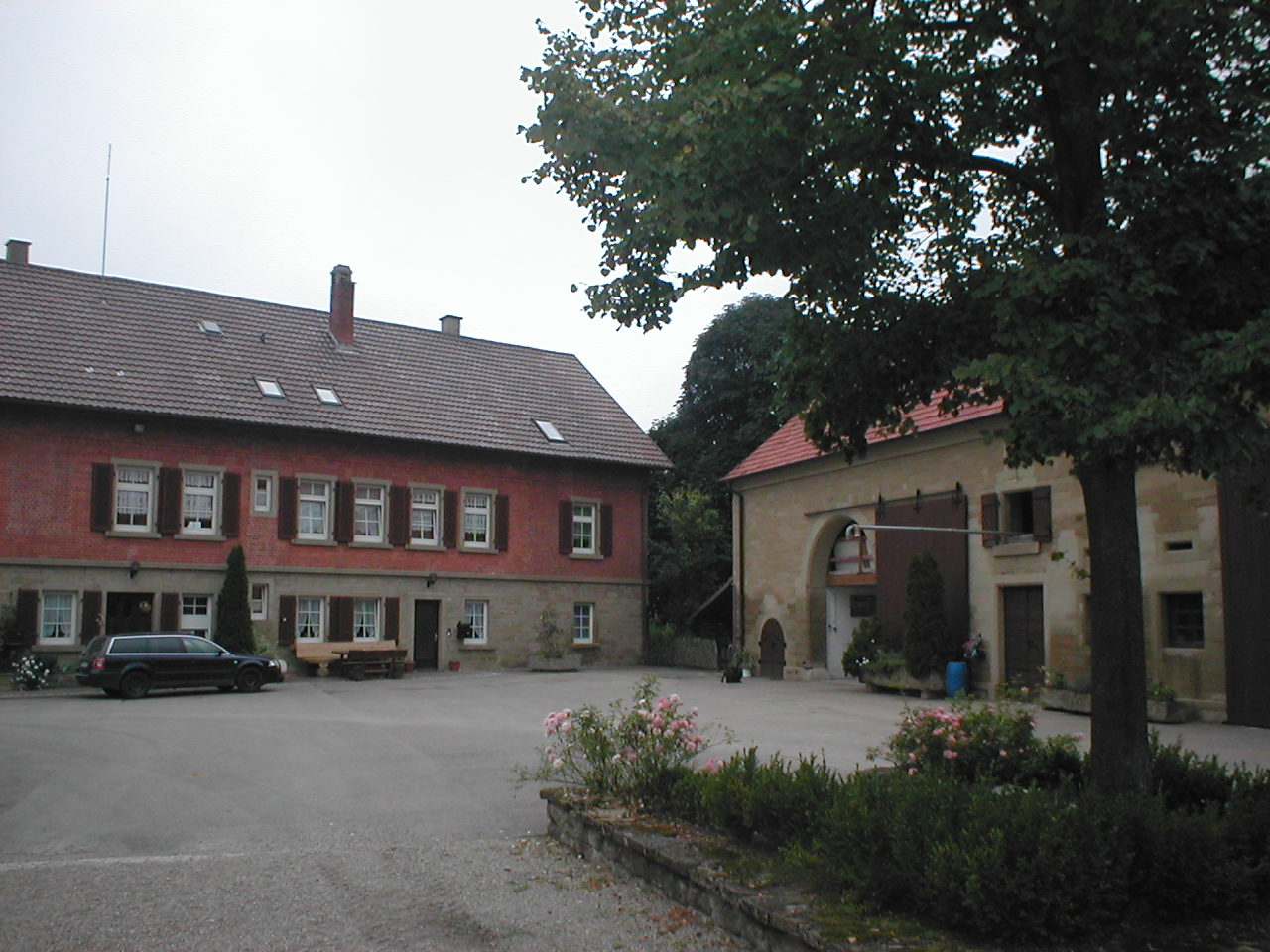
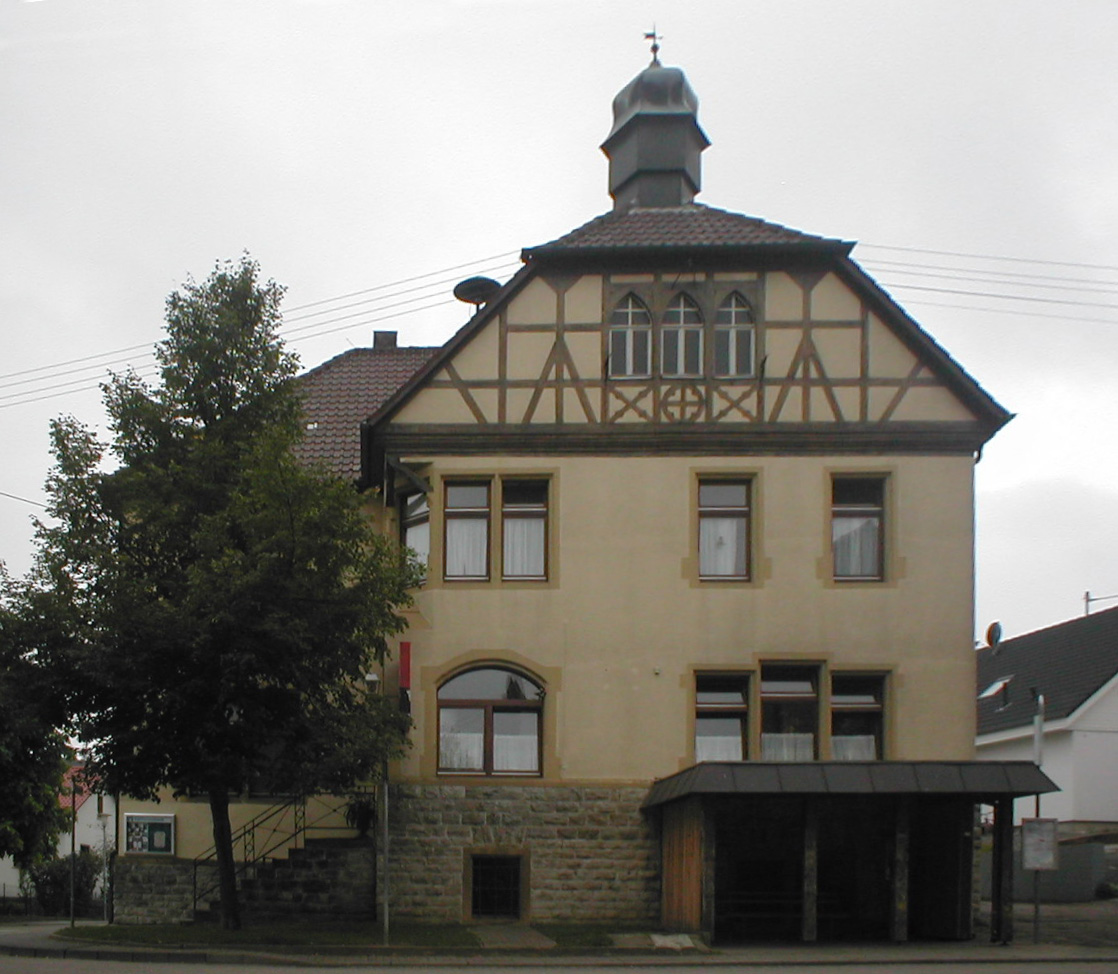
Ратуша